# Gramatykalizacja
Gramatyzacja, gramatykalizacja – przejście elementu leksykalnego (np. morfemu) z systemu słownikowego do systemu gramatycznego, tzn. traci (całkowicie lub częściowo) lub zmienia swoje znaczenie, a zaczyna pełnić funkcję gramatyczną. Por. Jutro będę we Wrocławiu i Jutro będę uczył się do egzaminu – w drugim przypadku słowo będę jest wyłącznie słowem posiłkowym.